# Люсьєн Лондо
Люсьєн Жан Лондо (фр. Lucien Jean Londot, дати народження і смерті невідомі) — бельгійський футболіст. Відомий за виступами в клубі «Льєж», та у складі збірної Бельгії на літніх Олімпійських іграх 1900 року, на яких став бронзовим призером ігор.

## Біографія
На клубному рівні Люсьєн Лондо грав у клубі «Льєж» з 1895 до 1905. У 1900 році його включили до складу збірної Бельгії на літні Олімпійські ігри 1900 року. На змаганнях Лондо взяв участь у єдиному матчі бельгійської команди, на якому вона поступилася збірна Франції з рахунком 2-6, та стала бронзовим призером ігор. У 1901 році брав участь у неофіційних товариських матчах збірної Бельгії. Подальша біографія Люсьєна Лондо невідома.

## Титули і досягнення
- Бронзовий олімпійський призер: 1900